# Розалін Санчес
Розалін Санчес (нар. 2 квітня 1973, Сан-Хуан, Пуерто-Рико) — пуерториканська акторка, продюсерка, письменниця, авторка пісень та модель.

## Життєпис
Народилася 2 квітня 1973 року в Сан-Хуан, Пуерто-Рико. Її батько працював фахівцем із маркетингу, мати — домогосподарка. Розалін виховувалась разом з трьома старшими братами. Після школи Розалін вступила до університету Пуерто-Рико на спеціальність маркетингу, але через три роки кинула навчання та почала займатися співом та танцями.

## Фільмографія
| Рік       |    | Українська назва                    | Оригінальна назва         | Роль                                                      |
| --------- | -- | ----------------------------------- | ------------------------- | --------------------------------------------------------- |
| 2020      | кф |                                     | Satos                     | Кароліна                                                  |
| 2020      | с  | Новобранець                         | The Rookie                | Валері Кастільо (1 епізод)                                |
| 2019      | с  | Гранд Готель                        | Grand Hotel               | Гігі Мендоза (13 епізод.)                                 |
| 2019      | тф |                                     | A Taste of Summer         | Габбі Феррар                                              |
| 2018      | ф  |                                     | Traffik                   | Малія                                                     |
| 2016      | тф |                                     | Death of a Vegas Showgirl | Деббі Флорес Нарваєс                                      |
| 2013—2016 | с  | Підступні покоївки                  | Devious Maids             | Кармен Луна (49 епізодів)                                 |
| 2016      | с  |                                     | Telenovela                | Телесиноптик (1 епізод)                                   |
| 2014      | с  | Сім'я на продаж                     | Familia en venta          | Лілі (13 епізодів)                                        |
| 2013      | с  |                                     | Newsreaders               | Флавія Асаї (1 епізод)                                    |
| 2012      | с  | Відчайдушні домогосподарки          | Desperate Housewives      | Кармен Луна (1 епізод)                                    |
| 2012      | ф  | Закон доблесті                      | Act of Valor              | Ліза Моралес                                              |
| 2011      | с  | Різзолі та Айлз                     | Rizzoli & Isles           | Валері Гадсон, помічниця окружного прокурора (1 епізод)   |
| 2010      | ф  | Венера і Вегас                      | Venus & Vegas             | Крістен                                                   |
| 2009      | с  | Дорогий доктор                      | Royal Pains               | Софія Сантос (1 епізод)                                   |
| 2005—2009 | с  | Без сліду                           | Without a Trace           | Елена Дельгадо (88 епізодів)                              |
| 2009      | ф  |                                     | The Perfect Sleep         | Порфірія                                                  |
| 2007      | ф  | План гри                            | The Game Plan             | Монік Васкес                                              |
| 2006      | ф  |                                     | Yellow                    | Амарилліс Кампос                                          |
| 2005      | в  |                                     | Shooting Gallery          | Джезебель Блек                                            |
| 2005      | ф  |                                     | Cayo                      | юна Джулія                                                |
| 2005      | ф  | Новачок                             | Underclassman             | Карен Лопес                                               |
| 2005      | с  | Коджак                              | Kojak                     | Кармен Воррік, помічниця окружного прокурора (6 епізодів) |
| 2005      | ф  | Гангстерські війни: Кров на вулицях | State Property 2          | Ді Ей                                                     |
| 2005      | ф  | Едісон                              | Edison                    | Марія                                                     |
| 2003—2004 | с  |                                     | Dragnet                   | детективи Елана і Ліза Масіас (3 епізоди)                 |
| 2004      | ф  |                                     | Larceny                   | Анджела                                                   |
| 2003      | ф  | Переслідуючи Папі                   | Chasing Papi              | Лорена                                                    |
| 2003      | ф  | База «Клейтон»                      | Basic                     | Нуньєс                                                    |
| 2002      | с  | Шоу Дрю Кері                        | The Drew Carey Show       | Марія (1 епізод)                                          |
| 2002      | с  |                                     | In-Laws                   | Денні Санчес (1 епізод)                                   |
| 2002      | ф  | Нічний мисливець                    | Nightstalker              | Габріела Мартінес                                         |
| 2002      | ф  | Морська пригода                     | Boat Trip                 | Габріела                                                  |
| 2002      | тф | Міс Маямі                           | Miss Miami                |                                                           |
| 2001      | ф  | Година пік 2                        | Rush Hour 2               | Ізабелла Моліна                                           |
| 2000      | с  | Детектив Неш Бріджес                | Nash Bridges              | Делінда Сантьяго / Белінда Крус (2 епізоди)               |
| 1999      | с  |                                     | Ryan Caulfield: Year One  | Кім Верас (2 епізоди)                                     |
| 1999      | ф  | Пограбування                        | Held Up                   | Тріна                                                     |
| 1997—1998 | с  |                                     | Fame L.A.                 | Лілі Аргуело (21 епізод)                                  |
| 1996—1997 | с  |                                     | As the World Turns        | Пілар Домінго (53 епізоди)                                |
| 1992      | ф  | Капітан Рон                         | Captain Ron               | Кларіса, острівна дівчина                                 |

### Музикальні відео
| Рік  | Назва | Виконавець                      | Примітки       |
| ---- | ----- | ------------------------------- | -------------- |
| 2013 | Loco  | Енріке Іглесіас та Ромео Сантос | Розалін Санчес |

## Дискографія
- «Borinqueña» (2003)